# キラー・ナマケモノ
『キラー・ナマケモノ』（原題: Slotherhouse）は、2023年のアメリカのホラーコメディ映画。

## あらすじ
大学4年生のエミリーは、SNS映えを求めて寮でミユビナマケモノを飼い始める。アルファと名付けられたナマケモノはその可愛さからすぐに寮のマスコットとなるが、寮生が次々と消え始める。

## キャスト
エミリー
演 - リサ・アンバラバナール
大学4年生の女性。他人を気遣う優しい性格だが、若干SNS中毒気味。
生徒会長選挙に立候補するために「他人と違う点」を求めた結果、ナマケモノのアルファを飼うことに。
ブリアナ
演 - シドニー・クレイヴン
現生徒会長の女性。取り巻きを引き連れた意地悪な性格。
アルファを飼ったことで人気が出たエミリーを敵視する。
タイラー
演 - アンドリュー・ホートン
エミリーの彼氏。彼女に危機が迫った際にはすぐに駆け付けた。
マディソン
演 - オリビア・ルーリエ
エミリーの親友。アルファを故郷であるパナマの熱帯雨林に返すよう主張する。
ゼニー
演 - ビアンカ・ベックルズ＝ローズ
エミリーの親友。武闘派で、日本刀を所有している。
ミス・メイ
演 - ティフ・スティーブンソン
寮母。アルコール依存症。学生の頃、エミリーの母と交流があった。
アルファ
パナマの熱帯雨林で密猟されたミユビナマケモノ。人間を激しく憎んでいる。